# Italochrysa japonica
Italochrysa japonica is een insect uit de familie van de gaasvliegen (Chrysopidae), die tot de orde netvleugeligen (Neuroptera) behoort. 
Italochrysa japonica is voor het eerst wetenschappelijk beschreven door McLachlan in 1875.